# Lijst van steden met tramlijnen in Frankrijk

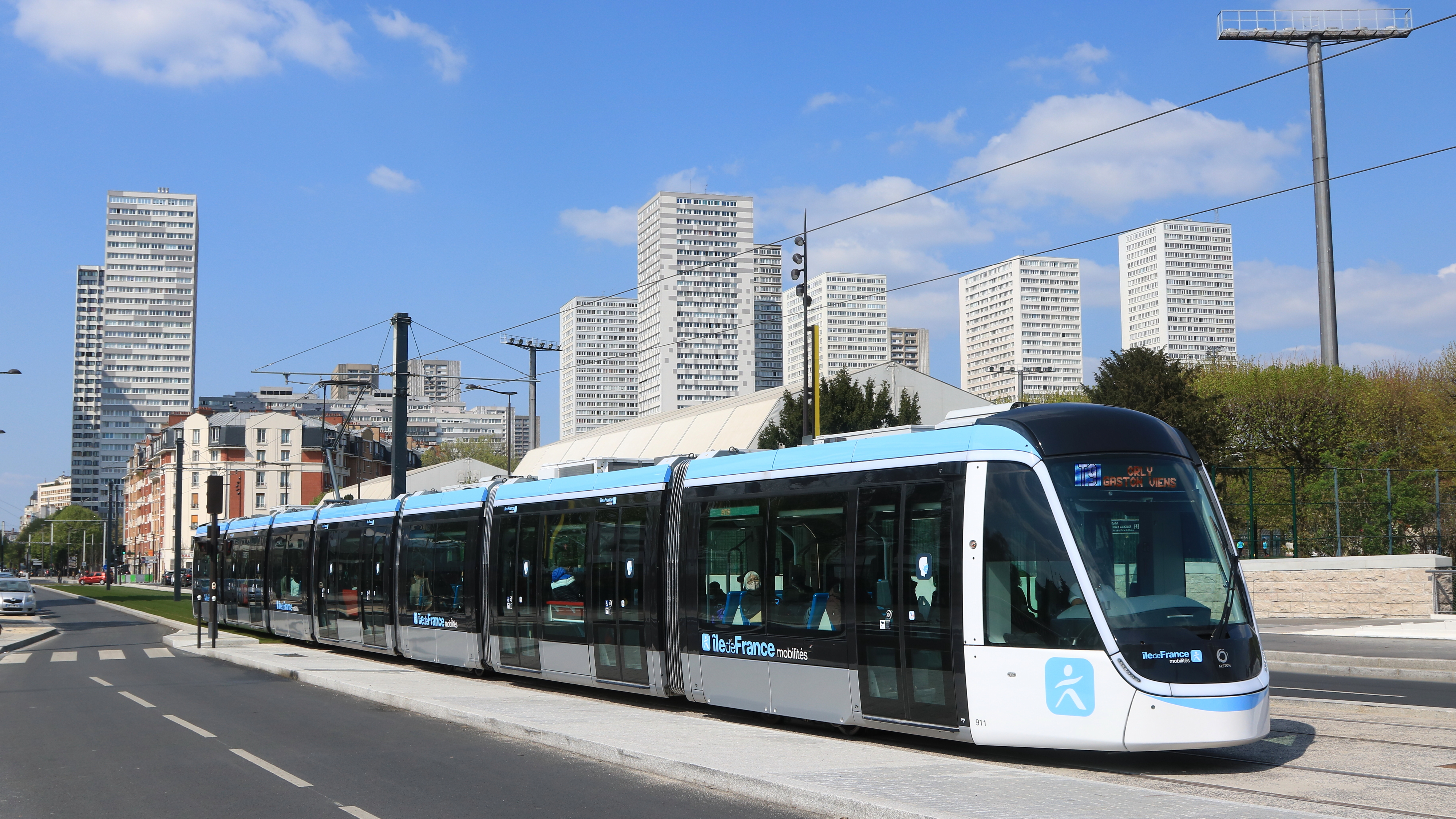
Lijn 9 in Parijs.

Deze lijsten bevatten steden waar trams rijden of hebben gereden in Frankrijk. Net als in andere landen, hadden veel steden in Frankrijk aan het begin van de twintigste eeuw een eigen trambedrijf. Medio jaren 1960 waren daar alleen Rijsel/Lille, Saint-Étienne en Marseille overgebeleven. De tram beleeft een sterke opleving die in Frankrijk in 1985 in Nantes begon. Onder meer Parijs volgde in 1992 en Frankrijk telt weer ongeveer 30 trambedrijven.

## Overzicht van in bedrijf zijnde tramnetwerken
| Stad                         | Lengte (km) | Lijn | Haltes | Aantal reizigers per dag | Start bedrijf      | OV-autoriteit                                        | Exploitant (Groep)                                   | Opmerkingen |
| ---------------------------- | ----------- | ---- | ------ | ------------------------ | ------------------ | ---------------------------------------------------- | ---------------------------------------------------- | --- |
| Angers                       | 12,3        | 1    | 25     | 35.000                   | 25/06/2011         | Angers Loire Métropole                               | Keolis                                               | aandrijving door APS in het centrum en in Avrillé                                                                               |
| Aubagne                      | 2,8         | 1    | 7      | —                        | 01/09/2014         |                                                      |                                                      | |
| Avignon                      | 5,2         | 1    | 10     | —                        | 19/10/2019         |                                                      |                                                      | |
| Besançon                     | 14,5        | 2    | 31     | 32.000                   | 30/08/2014         |                                                      | Ginko                                                | |
| Bordeaux                     | 45,9        | 3    | 89     | 350.000                  | 21/12/2003         | Communauté urbaine de Bordeaux                       | Keolis                                               | aandrijving door APS in het centrum                                                                                             |
| Brest                        | 14,3 km     | 1    | 28     | 45.000                   | 23/06/2012         | Brest métropole océane                               | Keolis                                               | |
| Caen                         | 15,7        | 2    | 34     | 42.000                   | 18/11/2002         | Viacités                                             | Keolis                                               | bandentram, op eigen bedding |
| Clermont-Ferrand             | 15,9        | 1    | 34     | 57.000                   | 16/12/2006         | SMTC                                                 | Transports en commun de l'agglomération clermontoise | bandentram, type Translohr |
| Dijon                        | 19          | 2    | 35     | 84.000                   | 1/09/2012          | Communauté d'agglomération du Grand Dijon            | Keolis                                               | |
| Grenoble                     | 42,7        | 5    | 78     | 210.330                  | 05/09/1987         | La Métro / SMTC                                      | Transdev                                             | Het tramnet van Grenoble was wereldwijd het eerste tramnet dat volledig toegankelijk was voor personen met beperkte mobiliteit. |
| Île-de-France                | 105,4       | 9    | 183    | 315.000                  | 06/07/1992         | STIF                                                 | RATP SNCF                                            | |
| Le Havre                     | 13          | 2    | 23     | —                        | 12/12/2012         | Communauté de l'agglomération havraise               | Veolia Transdev                                      | huidige lijnen: A en B |
| Rijsel - Roubaix - Tourcoing | 22,0        | 2    | 36     | 32.000                   | 04/12/1909         | Lille Métropole                                      | Ilévia Keolis                                        | |
| Lyon                         | 71,9        | 5    | 85     | 250.000                  | 02/01/2001         | SYTRAL SNCF                                          | TCL SNCF Rhônexpress Keolis                          | In 2022 is beslist de geplande metro-uitbreidingen te schrappen en in plaats halfondergrondse expres-tramlijnen aan te leggen.  |
| Le Mans                      | 18,9        | 2    | 35     | 48.000                   | 17/11/2007         | Le Mans Metropole                                    | Keolis                                               | |
| Marseille                    | 12,7        | 3    | 32     | 87.000 9.200             | 30/06/2007 12/1893 | Communauté urbaine Marseille Provence Métropole      | RTM                                                  | |
| Montpellier                  | 57,2        | 4    | 85     | 175.000                  | 01/07/2000         | Communauté d'agglomération Montpellier Agglomération | Transdev                                             | |
| Mulhouse                     | 16,2        | 4    | 29     | 60.000                   | 20/05/2006         | Mulhouse Alsace Agglomération                        | Transdev                                             | |
| Nancy                        | 11,1        | 1    | 28     | 41.000                   | 08/12/2000         | Communauté urbaine du Grand Nancy                    | Veolia Transport                                     | bandentram |
| Nantes                       | 41,3        | 3    | 82     | 285.150                  | 07/01/1985         | Nantes Métropole                                     | Transdev                                             | |
| Nice                         | 24,2        | 4    | 46     | 90.000                   | 24/11/2007         | Nice Côte d'Azur                                     | Veolia Transport                                     | delen op batterijen |
| Orléans                      | 29,3        | 2    | 49     | 77.000                   | 24/11/2000         | Agglomération Orléans Val de Loire                   | Transdev                                             | met delen APS |
| Reims                        | 11,2        | 2    | 23     | 45.000                   | 16/04/2011         | Communauté d'agglomération de Reims Métropole        | Transdev                                             | In het stadscentrum wordt de tram door APS gevoed.                                                                              |
| Rouen                        | 15,1        | 2    | 31     | 67.000                   | 17/12/1994         | Communauté d’agglomération Rouen Elbeuf Austreberthe | Veolia Transport                                     | Het netwerk heet "métrobus". |
| Saint-Étienne                | 11,7        | 3    | 38     | 85.500                   | 04/12/1881         | Communauté d'agglomération Saint-Étienne Métropole   | Veolia Transport                                     | |
| Straatsburg                  | 42,7        | 6    | 75     | 317.000                  | 25/11/1994         | Communauté urbaine de Strasbourg                     | Transdev                                             | |
| Toulouse                     | 16,7        | 2    | 27     | 21.000                   | 11/12/2010         | Tisséo-SMTC                                          | Tisséo-Réseau urbain                                 | |
| Tours                        | 15,5        | 1    | 29     | 62.000                   | 31/08/2013         | SITCAT                                               | Keolis                                               | delen APS |
| Valenciennes                 | 33,8        | 2    | 48     | 33.000                   | 03/07/2006         | SITURV                                               | Veolia Transport                                     | |

### Groei van de tramnetwerken sinds 2005
| Stad             | Datum van opening | aantal km | Investering per kilometer in miljoen euro | Totale Investering in miljoen euro |
| ---------------- | ----------------- | --------- | ----------------------------------------- | ---------------------------------- |
| Angers           | 2011              | 12,3      | 23,3                                      | 287                                |
| Bordeaux fase 1  | 2003              | 24,3      | 28,4                                      | 690                                |
| Bordeaux fase 2  | 2007              | 19,5      | 30,6                                      | 597                                |
| Clermont-Ferrand | 2006              | 14,2      | 20,6                                      | 293                                |
| Le Mans          | 2007              | 15,4      | 21,6                                      | 332                                |
| Marseille        | 2007              | 11,1      | 36,1                                      | 401                                |
| Montpellier      | 2000              | 15,2      | 29,7                                      | 451                                |
| Mulhouse         | 2005              | 12,2      | 20,3                                      | 248                                |
| Nice             | 2007              | 8,8       | 38,9                                      | 342                                |
| Orléans          | 2000              | 18,5      | 20,9                                      | 387                                |
| Parijs           | 2006              | 6,9       | 31,0                                      | 214                                |
| Reims            | 2011              | 11,2      | 25,7                                      | 288                                |
| Valenciennes     | 2006              | 9,4       | 30,1                                      | 283                                |

## Opgeheven trambedrijven
| - Aix-en-Provence - Marseille 1903-1948 - Amiens 1899-1940 - Angers 1896-1949 - Angoulême 1900-1935 - Annemasse 1883-1958 lijn uit Genève - Arcachon 1911-1930 - Armentiers 1901-1914 - Avignon 1901-1932 - Avranches 1907-1914 - Beaucourt 1904-1935 - Belfort 1898-1952 - Besançon 1897-1952 - Béziers 1901-1948 - Biarritz / Bayonne 1914-1948 - Blois 1910-1934 - Bordeaux 1893-1958 - Boulogne 1897-1951 - Bourges 1898-1949 - Brest 1898-1945 - Caen 1901-1935 - Calais 1906-1940 - Cambrai 1903-1914 - Cannes 1899-1933 - Châlons-sur-Marne 1897-1938 - Charleville-Mézières 1900-1914 - Cherbourg 1910-1944 - Clermont-Ferrand 1890-1956 - Colmar 1902-1960 - Dijon 1895-1961 - Douai 1898-1950 - Duinkerke 1898-1952 - Elbeuf 1898-1926 - Épinal 1906-1914 - Étaples - Le Touquet-Paris-Plage 1900-1935 - Eu - Le Tréport 1902-1935 - Évian-les-Bains 1898-1908 - Forbach 1912-1950 - Fontainebleau 1896-1953 - Grenoble 1897-1952 - Hagondange 1913-1964 - Hendaye 1908-1935 - Kassel (Cassel) 1900-1938 - La Bourboule 1904-1914 - La Ciotat 1935-1955 - Le Havre 1894-1951 - Le Mans 1897-1947 | - Le Puy 1896-1914 - Limoges 1897-1951 - Longwy 1902-1935 - Lorient 1901-1944 - Lourdes 1899-1930 - Lyon 1879-1957 - Maubeuge 1903-1951 - Melun 1901-1914 - Metz 1902-1948 - Monaco 1898-1932 - Montpellier 1897-1949 - Moutiers-Salins 1899-1929 - Mulhouse 1894-1956 - Nancy 1898-1958 - Nantes 1913-1958 - Nîmes 1899-1950 - Nice 1900-1953 - Novéant 1911-1933 - Orléans 1899-1938 - Parijs 1892-1938 - Pau 1900-1929 - Perpignan 1900-1955 - Poitiers 1899-1947 - Reims 1900-1939 - Rennes 1897-1952 - Rijsel 1902-1966 - Roanne 1901-1935 - Rodez 1902-1920 - Rouen 1896-1953 - Sedan 1899-1914 - Sète 1901-1935 - Saint-Avold 1910-1940 - Saint-Chamond 1906-1931 - Saint-Malo / Saint-Servan 1927-1948 - Saint-Quentin 1908-1956 - Straatsburg 1895-1960 - Tergnier 1910-1939 - Thionville 1911-1953 - Toulon 1897-1955 - Toulouse 1905-1957 - Tours 1900-1949 - Troyes 1899-1950 - Turckheim - Trois Épis 1899-1937 - Valence - Saint-Peray 1927-1950 - Valenciennes 1913-1966 - Versailles 1896-1957 |

België ·
Canada ·
Duitsland ·
Frankrijk ·
Japan ·
Nederland ·
Oekraïne ·
Oostenrijk ·
Polen ·
Roemenië ·
Rusland ·
Verenigd Koninkrijk ·
Verenigde Staten ·
Zwitserland